# Alifereti Mocelutu
Pas d'image ? Cliquez ici

a Compétitions nationales et continentales officielles uniquement.

b Matchs officiels uniquement.
Dernière mise à jour le 16 novembre 2021.
Alifereti Mocelutu Vuivau, né le 29 juillet 1971 aux Fidji, est un joueur de rugby à XV, qui joue avec l'équipe des Fidji, évoluant au poste de troisième ligne centre (1,93 m pour 117 kg).

## Carrière

### En équipe nationale
Il a joué son premier match international le 29 mai 1993, et il a connu sa première cape officielle le 8 mai 1994, à l’occasion d’un match contre l'équipe du Japon.
Alifereti Mocelutu a participé à la coupe du monde 2003 (2 matchs, 2 comme titulaire), et à la Coupe du monde de rugby 1999 (3 matchs, 3 comme titulaire).

## Palmarès
- 36 sélections avec l'Équipe des Fidji de rugby à XV
- Sélections par année : 6 en 1994, 2 en 1995, 2 en 1996, 3 en 1997, 4 en 1998, 6 en 1999, 1 en 2001, 7 en 2002, 5 en 2003.
- 20 points
- 4 essais.